# Ирис в крови
«И́рис в крови́» (итал. Perché quelle strane gocce di sangue sul corpo di Jennifer?) — итальянский джалло 1972 года режиссёра Джулиано Карминео. Премьера фильма состоялась 4 августа 1972 года. Оригинальное итальянское название фильма на русский язык можно перевести как Что это за странные капли крови на теле Дженнифер?.

## Сюжет
В лифте одного из элитных домов убита проститутка. Труп убитой девушки обнаруживает танцовщица, которую вскоре также убивают. Затем в освободившуюся квартиру убитой девушки по предложению молодого архитектора въезжает вместе со своей подругой модель Дженнифер. По делу об убийствах организуется полицейское расследование, которое мало чего добивается. А в это время на Дженнифер начинает охотиться маньяк в чёрной одежде и резиновых жёлтых перчатках на руках.

## В ролях
- Эдвидж Фенек — Дженнифер
- Джордж Хилтон — архитектор Андреа